# ¿A quién ama Gilbert Grape?
¿A quién ama Gilbert Grape? es una película estadounidense del año 1993, cuyo título original es What's Eating Gilbert Grape?, del director sueco Lasse Hallström, que cimentó la fama de Johnny Depp y catapultó al joven Leonardo DiCaprio, quien obtuvo nominaciones al Premio Óscar y al Globo de Oro como mejor actor secundario en su interpretación de un adolescente con discapacidad mental. Basada en la novela What's Eating Gilbert Grape, del escritor Peter Hedges, este adaptó el guion para la película.

## Sinopsis
En el pequeño y tranquilo pueblo de Endora casi nunca pasa nada. Ahí es donde vive la curiosa familia Grape. El mayor de los varones y cabeza de la familia, Gilbert, debe asumir su monótona vida dividida entre el trabajo en la tienda de comestibles local, su amante que está casada y su dependiente familia. Con una madre que tiene obesidad mórbida adquirida después de la muerte de su marido, un hermano menor, Arnie, que tiene discapacidad intelectual, y dos hermanas Ellen la más joven y Amy la primogénita que se ocupa de las tareas domésticas, Gilbert dispone de poco tiempo para él mismo debido a que gran parte lo dedica a vigilar a su hermano Arnie.

## Personajes
| Personaje       | Descripción |
| --------------- | --- |
| Gilbert Grape   | Cabeza de la familia Grape desde la muerte de su padre. De carácter tímido e introvertido, Gilbert en el fondo tiene un muy buen corazón. Es admirable la estimación que siente por su hermano Arnie. Este personaje es interpretado por Johnny Depp. |
| Arnie Grape     | Aunque le dieron una corta esperanza de vida por su leve discapacidad intelectual, Arnie ha llegado a la increíble edad de dieciocho siendo un joven muy mimado por su madre, querido por una de sus hermanas, odiado por la otra y, sobre todo, apreciado por su hermano Gilbert como mejor amigo. A menudo, Arnie causa problemas a su familia. Este personaje es interpretado por Leonardo DiCaprio. |
| Becky           | Es una chica libre que viaja en una casa rodante con su abuela. Cuando su vehículo se avería, conoce a Gilbert y a su curiosa familia. Beckie es interpretada por Juliette Lewis. |
| Amy Grape       | La hermana mayor de Gilbert. Desde la muerte de su padre se encarga de todas las tareas del hogar, haciendo la comida, la limpieza y mucho más. Quiere mucho a Arnie, al contrario que la otra hermana. Este personaje es interpretado por Laura Harrington. |
| Ellen Grape     | La hermana adolescente de Gilbert. Es caprichosa, presumida y malvada de carácter, al contrario que su hermana mayor y el resto de la familia. Sólo muestra su lado bueno hacia la mitad de la película, cuando unos niños espían la casa desde fuera para ver a la madre de Grape y ella les tira una fruta para que se larguen. Este personaje es interpretado por Mary Kate Schellhardt.             |
| Tucker Van Dyke | Es el amigo de Gilbert Grape. Siempre está dispuesto a realizar cualquier reparación o reforma en la casa familiar de los Grape. Sueña con progresar trabajando para una cadena de hamburgueserías. Interpretado por John C. Reilly. |

## Reparto
| Actor                 | Personaje       |
| --------------------- | --------------- |
| Johnny Depp           | Gilbert Grape   |
| Juliette Lewis        | Becky           |
| Leonardo DiCaprio     | Arnie Grape     |
| Darlene Cates         | Bonnie Grape    |
| Laura Harrington      | Amy Grape       |
| Mary Steenburgen      | Betty Carver    |
| Mary Kate Schellhardt | Ellen Grape     |
| John C. Reilly        | Tucker Van Dyke |
| Crispin Glover        | Bobby McBurney  |
| Kevin Tighe           | Ken Carver      |
| Penelope Branning     | Abuela de Becky |

## Crítica
La película recibió calificaciones positivas de los críticos. En el sitio Rotten Tomatoes la película obtuvo una calificación del 89%, con un promedio de 7,3/10. Roger Ebert, del Chicago Sun-Times, la describió como "una de las películas más encantadoras del año", y dijo que DiCaprio merecía ganar el Premio de la Academia al Mejor Actor de Reparto, para el cual fue nominado.

## Premios y nominaciones
| Año  | Otorga                                | Premio                    | Obra              | Resultado |
| ---- | ------------------------------------- | ------------------------- | ----------------- | --------- |
| 1994 | International Film Festival, Bulgaria | Mejor Película            | Love is Folly     | Ganó      |
| 1995 | Guild Film Award-Silver               | Mejor Película Extranjera | Lasse Hallström   | Ganó      |
| 1994 | Gilde deutscher Filmkunsttheater      | Mejor película extranjera |                   | Ganó      |
| 1993 | NBR                                   | Mejor Actor Secundario    | Leonardo DiCaprio | Ganó      |
| 1994 | Oscar                                 | Mejor Actor Secundario    | Leonardo DiCaprio | Nominado  |
| 1994 | CFCA Award                            | Actor Revelación          | Leonardo DiCaprio | Ganó      |
| 1994 | National Board Review                 | Mejor Actor Secundario    | Leonardo DiCaprio | Ganó      |
| 1993 | Globo de Oro                          | Mejor Actor Secundario    | Leonardo DiCaprio | Nominado  |

- Lista completa de premios y nominaciones